# Geo Poggenbeek

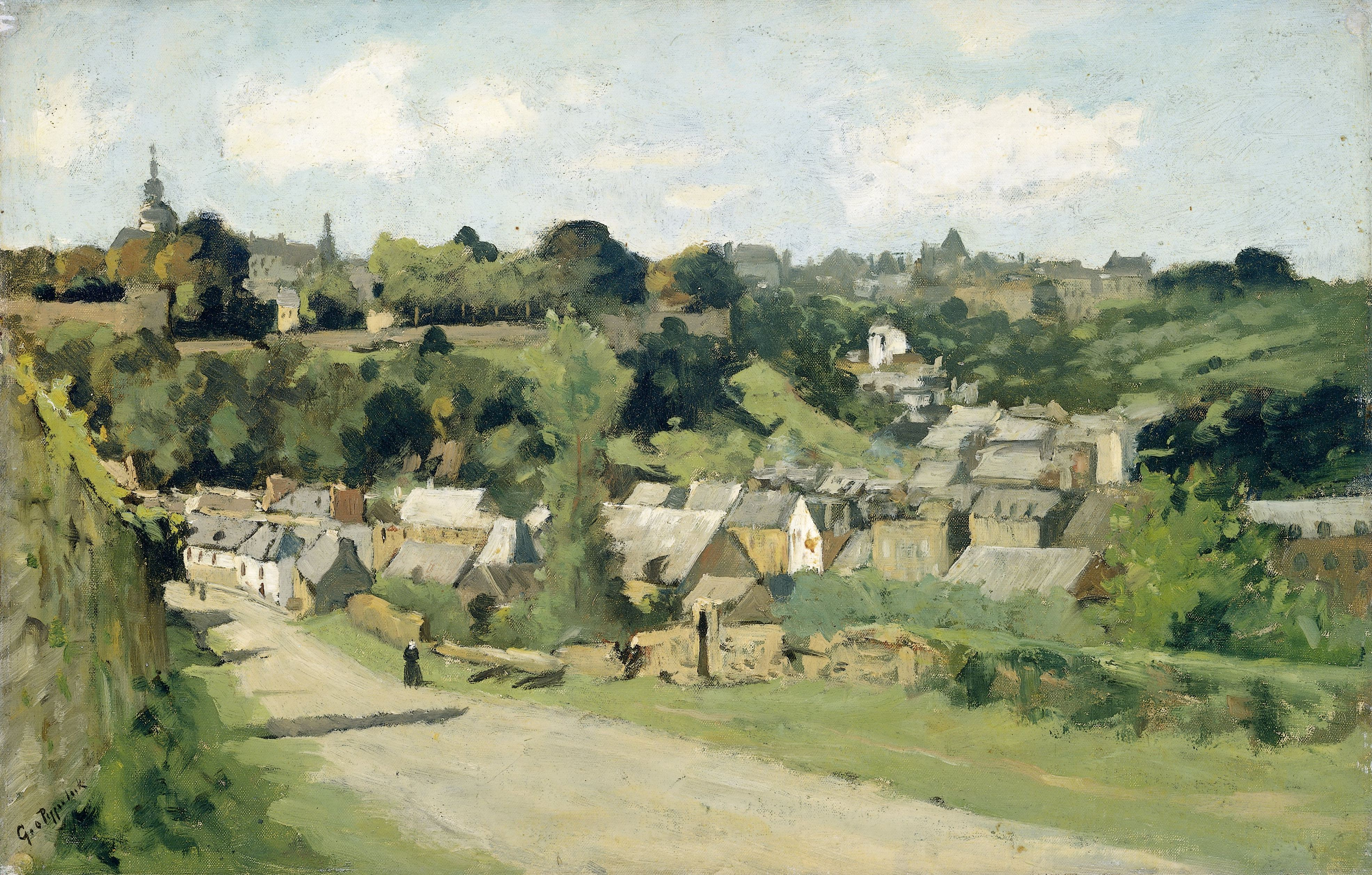
Ansicht von Dinan in der Bretagne

George Jan Hendrik Poggenbeek (Geo Poggenbeek, * 20. Juli 1853 in Amsterdam; † 4. Januar 1903 ebenda) war ein niederländischer Maler und Radierer.
Poggenbeek arbeitete als junger Mann im Büro, entschied sich aber im Alter von 19 Jahren unter dem Einfluss seiner Freundschaft mit dem Maler Theo Hanrath (1853–1883) für die Malerei. Zusammen mit Hanrath studierte er bei Johannes Hendrik Veldhuijzen (1831–1910) und an der Rijksakademie van beeldende kunsten in Amsterdam.
In den frühen 1870er Jahren freundete sich Poggenbeek mit  Marinus Heijl (1835–1931)  und Nicolaas Bastert an, mit denen er oft in Gelderland und Drenthe malte. Ende der 1870er Jahre bereiste er mit Bastert lange Zeit die Schweiz, Italien und Frankreich. Sie hielten sich lange in der Normandie und in der Bretagne auf. Zwischen 1880 und 1882 lebten und arbeiteten Poggenbeek und Bastert in Amsterdam im Atelier Poggenbeek in der Nähe des Oosterparks. 1882 bezog Bastert sein eigenes Atelier in Den Haag. In den folgenden sieben Jahren reisten sie jedoch oft zusammen in ein Haus in Breukelen, um die niederländische Landschaften zu malen. 
Poggenbeek war von der Haager Schule beeinflusst. Er war auch von Anton Mauve beeinflusst, mit dem er 1886 drei Monate in seinem Haus in Laren verbrachte. Er war Mitglied von „Arti et Amicitiae“ in Amsterdam, von 1889 bis 1890 deren Vorsitzender. Im Februar 1904 erhielt er die „Arti et Amicitiae“-Medaille.
In den Jahren 1893, 1895 und 1897 unternahm er erneut Studienreisen nach Frankreich.
Poggenbeek war auch als guter Radierer bekannt. Er war der Lehrer von Johan Frederik Cornelis Scherrewitz (1858–1951) und Hendrik van Bloem (1874–1960). Er gewann Medaillen bei Ausstellungen in Paris (1894), Chicago (1895) und Berlin (1895).
Poggenbeek starb 1903 im Alter von 49 Jahren. Seine Werke befinden sich u. a. im Rijksmuseum Amsterdam und im Kunstmuseum Den Haag sowie in zahlreichen Sammlungen von Institutionen und Einzelpersonen im In- und Ausland.